# Groen Progressief Akkoord
Onder de naam Groen Progressief Akkoord (GPA) namen de Communistische Partij van Nederland (CPN), de Politieke Partij Radikalen (PPR), Pacifistisch Socialistische Partij (PSP) en de Groene Partij Nederland (GPN) gezamenlijk deel aan de Europese verkiezingen in 1984. Het GPA behaalde twee zetels. Vijf jaar later, in 1989, namen dezelfde partijen zonder de GPN deel aan de verkiezingen als Regenboog. In 1990 fuseerden deze groeperingen, samen met de Evangelische Volkspartij (EVP), tot GroenLinks. De GPN werd nog vóór de oprichting van GroenLinks opgeheven.